# Variola (zoologia)
Variola è un genere di pesci d'acqua salata appartenenti alla famiglia Serranidae, sottofamiglia Epinephelinae.

## Etimologia
Il nome scientifico del genere deriva dal latino variolus, pustole, che indicava il vaiolo. Ovvio riferimento alla livrea puntinata di rosso di queste specie.

## Distribuzione e habitat
Queste specie sono diffuse nelle barriere coralline del Mar Rosso e dell'Indo-Pacifico. Abitano acque comprese tra 2 e 250 metri di profondità.

## Descrizione
Il corpo è tipico delle cernie, alto e allungato, piuttosto compresso ai fianchi, con testa allungata e bocca grande, circondata da labbra spesse. Le pinne sono appuntite e robuste. La coda è a mezzaluna, piuttosto ampia. La livrea è simile per entrambe le specie: presenta un fondo rossastro, più o meno macchiato di chiaro e scuro, puntinato di chiaro o di rosso. Le pinne sono rosse, orlate di giallo. Gli esemplari giovani hanno livree più anonime.

Raggiungono una lunghezza di 65 cm (V. albimarginata) e di 80 cm (V. louti).

## Biologia

### Alimentazione
Si nutrono prevalentemente di pesci  e piccoli invertebrati.

### Riproduzione
Le variole nascono tutte femmine, invecchiando si trasformano poi in maschi. La fecondazione è esterna.

## Specie
- Variola albimarginata Baissac, 1953
- Variola louti (Forsskål, 1775)

## Pesca
Come molte altre cernie, sono oggetto di pesca sportiva e commerciale, essendo le loro carni piuttosto pregiate.

## Acquariofilia
Viste le loro dimensioni, sono ospitati solamente dagli acquari pubblici.